# Kian Hansen
Kian Hansen (Grindsted, 1989. március 3. –) dán labdarúgóhátvéd, a Nordsjælland játékosa.

## Sikerei, díjai
- Midtjylland
  - Dán kupa: 2018–19